# Unterdolden
Unterdolden ist ein Gemeindeteil von Eisenberg im schwäbischen Landkreis Ostallgäu in Bayern. Der Weiler liegt circa einen Kilometer südlich von Eisenberg.

## Baudenkmäler

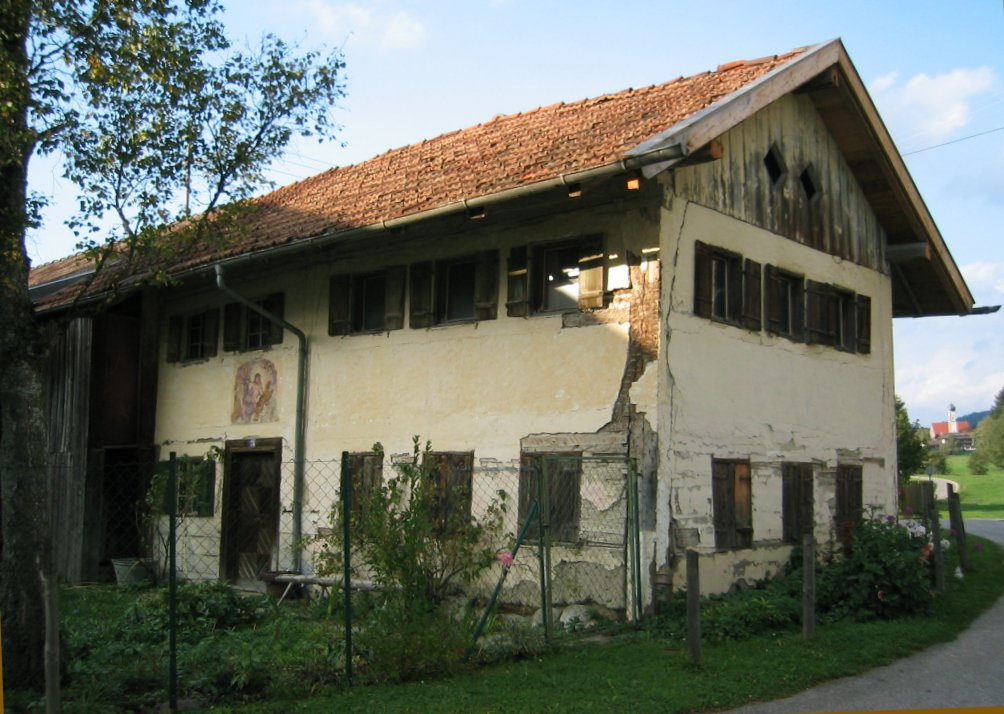
Kleinbauernhaus (Wohnteil 2012 abgebrochen)

Siehe: Liste der Baudenkmäler in Eisenberg (Allgäu)#Abgegangene Baudenkmäler